# PCR-ASO
PCR-ASO, PCR/ASO (ang. Polymerase Chain Reaction/Allele-Specific Oligonucleotide - łańcuchowa reakcja polimerazy/oligonukleotyd specyficzny względem allelu) - jest to technika kombinowana służąca do wykrywania polimorfizmów typu SNP w określonych, zamplifikowanych za pomocą PCR fragmentach DNA, za pomocą tzw. sondy allelospecyficznej, czyli ASO. Technika polega na wykonaniu amplifikacji danego odcinka DNA, a następnie analizie produktów za pomocą hybrydyzacji z sondami.

## Zasada metody

### PCR
Przejdź do artykułu.

### ASO

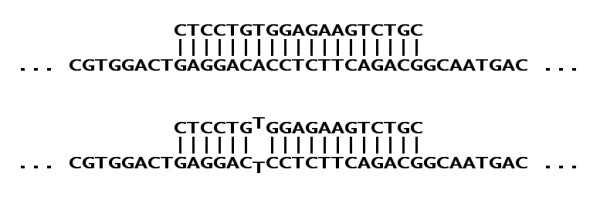
Sonda ASO oraz sekwencja badana - hybryda w pełni komplementarna (na górze) oraz hybryda z niedopasowaniem jednego nukleotydu (na dole). Jest to mutacja w genie ludzkiej β-globiny (A→T) odpowiedzialna za anemię sierpowatą.

ASO (ang. allele-specific nucleotide), czyli sonda allelospecyficzna, to krótki oligonukleotyd, zwykle o długości około 15-17 nt, o niskiej zawartości GC, zwykle około 30-50%, komplementarny do badanej sekwencji. Sonda taka zawiera nukleotyd różnicujący, który pozwala odróżnić od siebie poszczególne allele, ponieważ niedopasowanie nawet jednego nukleotydu sprawia, że hybrydy są mniej stabilne. Sondy ASO są relatywnie trudne w projektowaniu, konieczne jest testowanie empiryczne z użyciem kontroli pozytywnej i negatywnej, w ściśle określonych warunkach. Sondy zwykle są znakowane radioaktywnie (izotopowo), chemiluminescencyjnie lub fluorescencyjnie, na przykład biotyną (biotynylowanie). Odpowiednio zaprojektowane ASO mogą być używane jako startery w PCR (technikę nazywa się wówczas ASO-PCR, ang. allele-specific oligonucleotide polymerase chain reaction, lub ARMS-PCR, ang. amplification refractory mutation system PCR). W badaniu każdej mutacji typu SNP stosuje się parę sond - jedną komplementarną do allelu dzikiego (prawidłowego), drugą do allelu zmutowanego.

### PCR-ASO
Technika polega na amplifikacji fragmentu materiału genetycznego za pomocą PCR, a następnie hybrydyzacji produktów z sondami ASO. Amplifikację prowadzi się w taki sposób, aby badany pod względem polimorfizmu fragment zawarty był pomiędzy użytymi starterami - gdyby polimorfizm występował w obrębie któregoś ze starterów, amplifikacja niekomplementarnych form mogłaby się nie powieść, fałszując wyniki (w przypadku heterozygot) lub nawet uniemożliwiając dalszą analizę z powodu braku produktu (homozygota zawierająca allel niekomplementarny do użytego startera).
PCR-ASO występuje w dwóch odmianach:
- forward ASO - zamplifikowany fragment DNA jest immobilizowany (unieruchamiany) na membranie w postaci spotów (punktów, kropek), a następnie nanoszone są znakowane sondy w postaci roztworu;
- reverse ASO - na membranie immobilizowane są w postaci spotów różne sondy, a następnie nanoszony jest znakowany zamplifikowany fragment DNA w postaci roztworu[1].

W przypadku obu odmian PCR-ASO mniej stabilne hybrydy są rozdzielane poprzez wymywanie w ścićle określonych, dopasowanych eksperymentalnie do konkretnego układu warunkach, a wyniki odczytywane są na podstawie tego, które spoty generują dany sygnał. Na membranie pozostaną hybyrydy wyłącznie w tych spotach, w których sonda i badany fragment (próbka) były do siebie w pełni komplementarne.
Czynniki istotne podczas hybrydyzacji oraz przemywania membrany to:
- temperatura,
- czas,
- stężenie soli[2].

#### Forward ASO
W przypadku odmiany forward źródłem sygnału są znakowane sondy. Jeżeli poszczególne sondy są znaczone np. różnymi fluoroforami dla kolejnych wersji (alleli) badanej sekwencji, można w jednym eksperymencie użyć kilku sond. Wówczas konkretny kolor fluorescencji będzie wskazywał jaka sekwencja DNA znajduje się w danym spocie. Odmiana forward pozwala ponadto nanieść na membranę wiele próbek różnego pochodzenia - możemy więc jednorazowo zbadać więcej niż jednego osobnika. Ta odmiana PCR/ASO przydaje się zwłaszcza gdy analizuje się wiele różnych próbek pod kątem niewielkiej liczby alleli, gdyż każdy kolejny zestaw sond wymaga dodatkowego cyklu hybrydyzacji.
Na początku stosowano znakowanie izotopowe, a wyniki otrzymywano na błonie rentgenowskiej. Inne protokoły wykorzystywały biotynylację sond, wizualizacja następowała za pomocą streptawidyny i peroksydazy chrzanowej - wyniki odczytywano za pomocą kolorymetrii.

#### Reverse ASO
Ta odmiana wykorzystywana jest, gdy konieczne jest badanie wielu różnych alleli. Sondy można immobilizować na membranie na kilka różnych sposobów, np.:
- sondy mają tzw. ogon poli-T na końcu 3' i są mocowane do membrany za pomocą promieniowania UV;
- przez grupę aminową dodaną na końcu 5'[1].

Analizowane produkty PCR mogą być znakowane analogicznie jak sondy w odmianie forward. 

## Procedura

### Etapy analizy
| Krok | PCR/ASO forward                                            | PCR/ASO reverse                                            |
| ---- | ---------------------------------------------------------- | ---------------------------------------------------------- |
| 1.   | Reakcja PCR - amplifikacja próbki                          | Reakcja PCR - amplifikacja próbki                          |
| 2.   | Osadzenie próbki na membranie                              | Osadzenie sond na membranie                                |
| 3.   | Naniesienie znakowanych sond                               | Naniesienie znakowanej próbki                              |
| 4.   | Odpłukanie słabiej związanych sond                         | Odpłukanie słabiej związanej próbki                        |
| 5.   | Wizualizacja hybryd metodą właściwą dla sposobu znakowania | Wizualizacja hybryd metodą właściwą dla sposobu znakowania |
| 6.   | Analiza wyników                                            | Analiza wyników                                            |

### Interpretacja wyników
|                          | Sonda komplementarna dla allelu dzikiego | Sonda komplementarna dla allelu zmutowanego |
| ------------------------ | ---------------------------------------- | ------------------------------------------- |
| Homozygota typu dzikiego | +                                        | -                                           |
| Homozygota zmutowana     | -                                        | +                                           |
| Heterozygota             | +                                        | +                                           |

+ wynik pozytywny, czyli powstanie hybrydy,
- wynik negatywny, czyli brak hybrydy.

## Wady i zalety
PCR/ASO jest wydajną metodą do badań przesiewowych i rutynowych analiz - jest bardziej uniwersalną metodą wykrywania polimorfizmów typu SNP niż RFLP (w przypadku RFLP mutacja musi występować w obrębie sekwencji rozpoznawanej przez enzym restrykcyjny) oraz tańszą niż sekwencjonowanie, jakkolwiek trudności nastręcza optymalizacja analizy:
- projektowanie sondy:
  - nie może obejmować innych miejsc polimorficznych,
  - musi mieć odpowiednią długość oraz zawartość GC;
- projektowanie warunków hybrydyzacji:
  - warunki hybrydyzacji muszą być wystarczająco ścisłe, aby umożliwić związanie sondy w pełni komplementarnej, a jednocześnie odpłukanie sondy, która ma zaledwie jeden niekomplementarny nukleotyd;
- konieczność wyboru pomiędzy badaniem dużej liczby próbek a badaniem dużej liczby alleli;
- analiza wyłącznie znanych mutacji[1].

## Zastosowanie
Generalnie PCR/ASO wykorzystywane jest w badaniach przesiewowych pod kątem znanych mutacji, m.in.:
- diagnostyka anemii sierpowatej (analiza genu β-globiny),
- diagnostyka nowotworów,
- diagnostyka α-talasemii, β-talasemii,
- diagnostyka mukowiscydozy (analiza genu CFTR)[1][3][5].

## Ciekawostki
- Istnieje procedura pozwalająca na przeprowadzenie hybrydyzacji w stopniowo opadającej temperaturze (75-30 °C), co zmniejsza nakład pracy przy optymalizacji procesu; polega ona na dodaniu do roztworu ze znakowaną sondą nieznakowanej sondy specyficznej dla innego allelu - konkuruje ona o związanie się z komplementarną próbką, co zapobiega powstawaniu niespecyficznych hybryd[2].
- Sondy ASO mogą być wykorzystane jako startery w reakcji PCR[6].
- PCR-ASO może być łączone z RFLP[9].